# John Cernuto
John Cernuto, noto anche con lo pseudonimo di Miami John (Jersey City, 10 gennaio 1944 – Las Vegas, 10 febbraio 2025), è stato un giocatore di poker statunitense.

## Biografia
Prima di intraprendere la carriera di pokerista, ha lavorato come controllore di volo. Quando Ronald Reagan ha licenziato il controllori del traffico aereo a causa di uno sciopero avvenuto nel 1981, decise di dedicarsi al poker, facendone la sua professione.
È andato a premio alle WSOP 1989 nell'evento Seven Card Stud $ 5.000. Ha concluso quarto in un tavolo finale composto tra gli altri da David Sklansky, Humberto Brenes, Gabe Kaplan, e il vincitore del torneo Don Holt.
È finito ITM altre 5 volte di seguito, prima di vincere il suo primo braccialetto nelle World Series of Poker 1996 nel $ 1.500 Seven Card Stud split. Ha anche vinto il $ 2.000 No Limit Hold'em nel 1997 e il $ 1.500 Limit Omaha nel 2002.
Cernuto ha disputato tre tavoli finali alle World Series of Poker 2006, due nel Seven Card Stud e uno nel Razz.
Cernuto è andato a premio almeno in un evento alle WSOP dall'edizione 1992. I suoi 50 ITM lo fanno entrare di diritto nella top 10 delle WSOP in quanto a guadagni.
Cernuto è morto nel 2025 per un tumore al colon.

## Braccialetti WSOP
| Anno | Torneo                       | Premio   |
| ---- | ---------------------------- | -------- |
| 1996 | $1.500 Seven Card Stud Hi-lo | $147.000 |
| 1997 | $2.000 No Limit Hold'em      | $259.150 |
| 2002 | $1.500 Limit Omaha           | $73.320  |